# جاريد فانديرا
جاريد فانديرا (بالإنجليزية: Jared Vanderaa؛ مواليد 12 مايو 1992) هو مُقاتل فنون قتالية مختلطة أمريكي.

## وصلات خارجية
- جاريد فانديرا على موقع يو إف سي (الإنجليزية)
- جاريد فانديرا على موقع شيردوغ (الإنجليزية)
- جاريد فانديرا على موقع Tapology.com (الإنجليزية)